# Lanfang, Jiangxi
Lanfang är en köping i Kina. Den ligger i provinsen Jiangxi, i den sydöstra delen av landet, omkring 52 kilometer sydväst om provinshuvudstaden Nanchang. Antalet invånare är 33 565. Befolkningen består av 16 107 kvinnor och 17 458 män. Barn under 15 år utgör 22,0 %, vuxna 15-64 år 67 %, och äldre över 65 år 10,0 %.
Runt Lanfangzhen är det tätbefolkat, med 459 invånare per kvadratkilometer. Närmaste större samhälle är Shigang, 16,3 km öster om Lanfangzhen. Trakten runt Lanfangzhen består till största delen av jordbruksmark.
Genomsnittlig årsnederbörd är 2 190 millimeter. Den regnigaste månaden är juni, med i genomsnitt 367 mm nederbörd, och den torraste är oktober, med 28 mm nederbörd.